# Lausimomo
Lausimomo is een bestuurslaag in het regentschap Karo van de provincie Noord-Sumatra, Indonesië. Lausimomo telt 619 inwoners (volkstelling 2010).